# Momir Bulatović
Momir Bulatović (in cirillico: Момир Булатовић?; Belgrado, 21 settembre 1956 – Podgorica, 30 giugno 2019) è stato un politico montenegrino.
È stato Presidente della Repubblica di Montenegro dal 1990 al 1998 e Primo ministro della Repubblica Federale di Jugoslavia fra il 1998 e il 2000.

## Biografia e carriera politica
Nato a Belgrado nel 1956 da un ufficiale della JNA, a causa del lavoro del padre è costretto a spostarsi più volte finendo la scuola media e superiore a Zara nell'allora Repubblica Socialista di Croazia. Giunge a Titograd nel 1975 e qui finisce l'università iscrivendosi alla Facoltà di Economia. Da giovanissimo aderisce alla Lega dei Comunisti di Jugoslavia, partito unico del Paese.
Nel 1989 sull'onda della Rivoluzione Antiburocratica è tra i sostenitori della corrente di Slobodan Milošević il che gli permette appunto di essere eletto Segretario del Comitato Centrale della Lega dei Comunisti del Montenegro (SKCG), quindi alle prime elezioni democratiche nel 1990 vinse venendo eletto Presidente del Montenegro. Nel 1991 insieme al premier montenegrino Milo Đukanović, dà vita al Partito Democratico dei Socialisti del Montenegro (DPS) erede del SKCG, sia Bulatović che Đukanović durante la guerre jugoslave appoggieranno la linea politica di Milošević. Nel 1997 però con un colpo di scena Đukanović cambiò radicalmente politica schierandosi su posizioni indipendentiste e interrompendo la tradizionale politica filo-serba.
Bulatović e i suoi sostenitori escono dal DPS e fondano il Partito Popolare Socialista del Montenegro (SNP) nel 1998 e intanto egli diventò presidente del governo della Repubblica Federale di Jugoslavia. Le elezioni del 2000 che lo vedevano come candidato premier insieme a Milošević come candidato presidente decretarono la sconfitta di entrambi. Oltre a ciò Bulatović entrò in conflitto con la dirigenza del proprio partito che decise di giungere a un accordo con il governo serbo per la formazione del governo federale. Pertanto Bulatović contrario a tale scelta fondò il Partito Socialista Popolare del Montenegro (NSS) uscendo dal SNP. Si è successivamente ritirato dalla politica e si è dedicato a una dissertazione dottorale.